# Lapoblación
Lapoblación település Spanyolországban, Navarra autonóm közösségben. Lapoblación Oyón-Oion, Yécora/Iekora, Lanciego/Lantziego, Kripan, Laguardia, Bernedo, Marañón és Aguilar de Codés községekkel határos. Lakosainak száma 126 fő (2024).

## Népesség
A település népessége az elmúlt években az alábbi módon változott:
| Lakosok száma | 201  | 174  | 159  | 151  | 147  | 141  | 125  | 120  | 124  | 126  |
|               | 2001 | 2004 | 2007 | 2009 | 2012 | 2014 | 2017 | 2019 | 2022 | 2024 |